# Tom Shaw (Politiker)

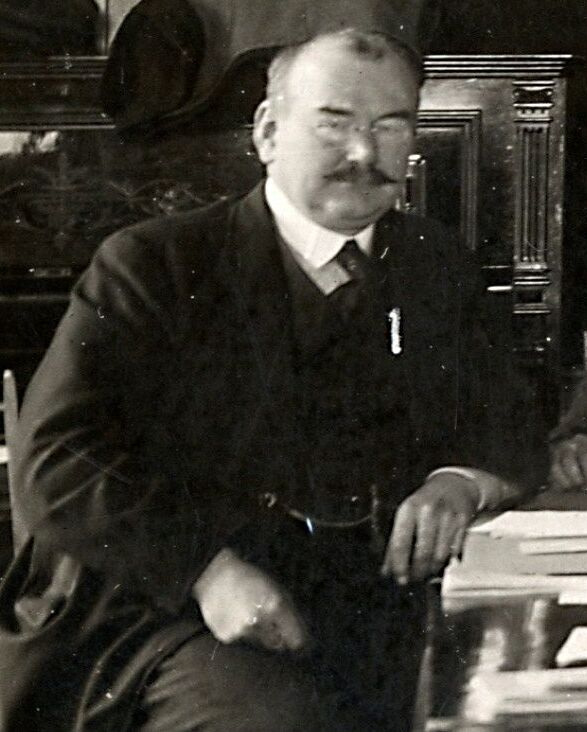
Tom Shaw (1921)

Thomas „Tom“ Shaw, CBE, PC (* 9. April 1872 in Waterside, Colne, Lancashire, England; † 26. September 1938 in London) war ein britischer Gewerkschaftsfunktionär und Politiker der Labour Party, der unter anderem zwischen 1918 und 1931 Mitglied des Unterhauses (House of Commons) sowie vom 23. Januar bis 4. November 1924 im ersten Kabinett von Premierminister Ramsay MacDonald Arbeitsminister war. Dem zweiten Kabinett MacDonald gehörte er zwischen dem 8. Juni 1929 und dem 25. August 1931 als Kriegsminister an.

## Leben

### Textilarbeiter und Gewerkschaftsfunktionär
Thomas „Tom“ Shaw, ältester Sohn des Bergmanns Ellis Shaw und dessen Ehefrau Sarah Ann Wilkinson, besuchte die St. James’s Elementary School in Waterside unterrichtet und trat mit zehn Jahren 1882 nach der Schule eine Teilzeitarbeit in eine Textilfabrik ein. 1884 verließ er die Schule schließlich und nahm später an Abend- und Fachkursen teil, um seine Ausbildung zu verbessern. Dabei entwickelte er auch Kenntnisse der französischen und deutschen Sprache. Er trat der 1882 in Colne gegründeten Gewerkschaft der Weber-, Wickler- und Spinnergewerkschaft CDWWBA (Colne and District Weavers’, Winders’ and Beamers’ Association), die zur Gewerkschaft der Vereinigten Textilfabrikarbeiter UTFWA (United Textile Factory Workers’ Association) gehörte, bei und war später von 1905 bis 1923 Generalsekretär der CDWWBA.
Er förderte auch die Gründung des Textilverbandes der nördlichen Grafschaften NCTTF (Northern Counties Textile Trades Federation), der alle Hauptsektionen der Baumwollgewerkschaften umfasste, und war zwischen 1906 und seiner Ablösung durch Luke Bates 1919 deren erster Generalsekretär. Darüber hinaus war er als Nachfolger von William Marsland von 1911 bis zu seiner Ablösung durch James Bell 1929 Sekretär des Internationalen Verbandes der Textilarbeiterverbände IFTW (International Federation of Textile Workers) und besuchte in diesem Amt fast alle Länder Europas, wobei er eine intime Kenntnis der technischen Einzelheiten der Industrie mit einem Verständnis der Industriepolitik verband. Er war ferner zwischen 1915 und 1916 Auditor des Trades Union Congress (TUC), des Dachverbandes der britischen Gewerkschaften. Während des Ersten Weltkrieges war er Leiter des nationalen Dienstes für die Region West Midlands und war von 1917 bis 1920 Mitglied der Holman-Gregory-Kommission für Arbeiterentschädigung. Er wurde für seine Verdienste im Rahmen der sogenannten „New Year Honours“ zum 1. Januar 1919 zum Commander des Order of the British Empire (CBE) ernannt.

### Unterhausabgeordneter
Bei der Unterhauswahl am 14. Dezember 1918 wurde Tom Shaw im Wahlkreis Preston für die Labour Party erstmals zum Mitglied des Unterhauses (House of Commons) gewählt und bei den darauffolgenden Unterhauswahlen am 15. November 1922, 6. Dezember 1923, 9. Oktober 1924 und am 30. Mai 1929 jeweils wiedergewählt, so dass er dem Unterhaushaus bis zu seiner Niederlage bei der Unterhauswahl am 27. Oktober 1931 angehörte. 1919 war er für einige Zeit Assistierender Parlamentarischer Geschäftsführer (Junior Whip) der Labour-Fraktion im Unterhaus. Obwohl Shaw grundsätzlich mit den kommunistischen Prinzipien und dem russischen Sowjetsystem nicht einverstanden war, befürwortete er freundschaftliche politische und Handelsbeziehungen mit Russland und unterstützte den Aktionsrat, der die britische Gewerkschaftsbewegung vertrat, bei seinen Bemühungen, eine britische Intervention im Polnisch-Sowjetischen Krieg 1921 zu verhindern.
Als überzeugter Verfechter des Völkerbunds und der Internationalen Arbeitsorganisation (ILO) setzte er sich aktiv für die 1919 geschlossene Washingtoner Konvention für eine 48-Stunden-Woche ein. Er sah es äußerst kritisch, als sich das erste Kabinett Baldwin 1923 weigerte, dem Beispiel Frankreichs, Belgiens und der Niederlande bei der Ratifizierung des Vorschlags zu folgen. Beim Wiederaufbau der Sozialistische Arbeiterinternationale SAI in Hamburg 1923, als Arthur Henderson (1863–1935) zum Vorsitzenden ernannt wurde, wurde Shaw bis 1925 zum gemeinsamen Sekretär gewählt und teilte sich den Posten mit dem Österreicher Friedrich Adler von der Sozialdemokratischen Arbeiterpartei Deutschösterreichs (SDAP). Er besuchte das Ruhrgebiet und kritisierte dessen fortgesetzte Besetzung durch französische Truppen. Er betonte die Unmöglichkeit, die im Friedensvertrag von Versailles festgelegten deutschen Reparationen durchzusetzen, und prognostizierte die Wahrscheinlichkeit eines weiteren Krieges in zwanzig Jahren.

### Arbeits- und Kriegsminister

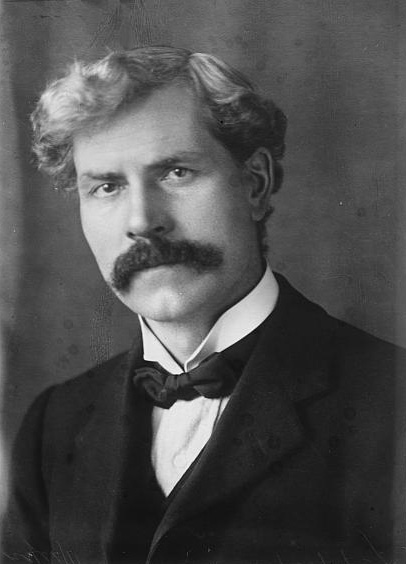
Im ersten Kabinett von Premierminister Ramsay MacDonald war Shaw 1924 Arbeitsminister sowie im zweiten Kabinett MacDonald von 1929 bis 1931 Kriegsminister.

Als Ramsay MacDonald als Premierminister am 23. Januar 1924 sein erstes Kabinett bildete wurde Shaw zum Arbeitsminister (Minister of Labour) berufen und bekleidete das Amt bis zum Ende von MacDonalds Amtszeit am 4. November 1924. Zugleich wurde er am 23. Januar 1924 auch zum Mitglied des Geheimen Kronrates (Privy Council) ernannt. Als Arbeitsminister führte er Maßnahmen ein, die die Leistungen der Arbeitslosenversicherungsgesetze verstärkten. Zudem legte er einen Gesetzentwurf zu der von ihm seit Jahren geforderten Ratifizierung der Washingtoner Konvention für eine 48-Stunden-Woche vor.
Shaw war als Nachfolger von James Bell von 1925 bis 1929 erneut Sekretär des Internationalen Verbandes der Textilarbeiterverbände IFTW und wurde daraufhin von Arthur Shaw abgelöst. 1926 leitete Shaw eine Delegation, um die Bedingungen in der indischen Textilindustrie zu untersuchen.
Am 8. Juni 1929	wurde Tom Shaw im zweiten Kabinett MacDonald Kriegsminister (Secretary of State for War) und gehörte diesem bis zum 25. August 1931 an. Nach seinem Ausscheiden aus Regierung und Unterhaus konzentrierte er sich wieder verstärkt auf seine Funktion als Sekretär des Internationalen Verbandes der Textilarbeiterverbände, die er noch einmal von 1931 bis 1938 ausübte. Als er 1938 an einem Kongress der International Federation of Textile Workers in Brüssel teilnahm, wurde er plötzlich krank. Er kehrte nach London zurück und starb am 26. September 1938 im Middlesex Hospital.
Aus seiner 1893 geschlossenen Ehe mit Susannah Whitaker Sterne Ryan gingen vier Töchter hervor, von denen zwei vor ihrem Vater starben.